# Louis St. Laurent
Louis Stephen St. Laurent PC CC QC (batizado como Louis-Étienne St-Laurent; Campton, 1 de fevereiro de 1882 – Quebec, 25 de julho de 1973) foi um advogado e político canadense que serviu como Primeiro-ministro do Canadá entre 1948 e 1957.
St. Laurent nasceu em Compton, Quebec, descendente de pai irlandês e mãe francesa. St. Laurent cresceu sabendo falar tanto o inglês e francês, em sua infância. Estudou na Universidade Laval, onde graduou-se em 1905, e tornou-se professor de direito nesta universidade em 1914. Casou-se com Jeanne Renault em 1908, com quem teve dois filhos e três filhas.
Um especialista em direito corporal e constitucional, Louis St. Laurent tornou-se ao longo dos anos um dos especialistas mais reconhecidos desta área no Canadá. Foi convidado a um posto no governo pelo em 1926, pelo então primeiro-ministro canadense, Arthur Meighen, mas Laurent recusou.
Foi apenas em 1941, convidado pelo ministro Mackenzie King, que Laurent aceitou trabalhar no governo, como Ministro da Justiça, mas com a condição que sua estadia na política seria apenas em caráter temporário, até que terminasse a Segunda Guerra Mundial. St. Laurent apoiou a decisão de Mackenzie de instituir um forçado alistamento militar no país, apesar que a maioria dos membros francófonos do Partido Liberal do Canadá estarem contra. O suporte de Laurent foi crucial a manter o Partido Liberal unido ao longo da guerra.
Após o fim da guerra, porém, King persuadiu Laurent a continuar a trabalhar no governo, agora, na construção de uma ordem mundial. King promoveu Laurent para o cargo de Secretário de Estado de Relações Exteriores, um cargo que até então King havia guardado para si mesmo. St. Laurent representou o Canadá em duas conferências internacionais que levaram à criação da ONU. Nas conferências, Laurent defendeu a criação de uma força militar para prevenção efetiva de conflitos mundiais, que seria futuramente criada em 1956.
Em 1948, King decidiu aposentar-se, e persuadiu Laurent que era sua tarefa suceder King como o líder do Partido Liberal e como primeiro-ministro do Canadá, e garantir que o partido e o país continuassem unidos, bem como manteria uma tradição do Partido Liberal, a de líderes francófonos e anglófonos alternando-se sucessivamente na linha de sucessão da liderança do partido. St Laurent tornou-se líder do Partido Liberal e primeiro-ministro do país em agosto de 1948, ao vencer as eleições para liderança do Partido Liberal, e garantiu seu posto de primeiro-ministro nas eleições nacionais de 1949.
No seu governo, o Canadá tornou-se um membro fundador da OTAN, em 1949. Em 1956, o então Secretário de Estado de Relações Exteriores do Canadá, Lester Bowles Pearson, ajudou a resolver a Crise de Suez, com a formação dos boinas azuis, baseadas nas ideias de Laurent de 1946, e que garantiu a Pearson o Prêmio Nobel da Paz, em 1957. No Canadá, destacam-se a expansão dos benefícios sociais como pensão para aposentados uma forma rudimentar de saúde pública.
Derrotado nas eleições de 1957, Laurent ficou ainda um ano como líder do Partido Liberal, quando aposentar da vida pública. Foi sucedido por Lester Bowles Pearson, em 1959. St. Laurent dedicou o resto de sua vida a ensinar direito na Universidade Laval e à sua família. Morreu em 25 de julho de 1973, em Quebec, Quebec, e seu corpo foi enterrado em na St. Thomas Aquinas Cemetery, em Compton, sua cidade natal.